# Marche de Bretagne
 (juin 2010).
753–851
Entités précédentes :
- Rennais
- Nantais
- Vannetais

Entités suivantes :
- Royaume de Bretagne

La marche de Bretagne est, à l'époque carolingienne, une circonscription militaire destinée à protéger la Neustrie des Bretons et à organiser des expéditions militaires sur leurs territoires.
La marche de Bretagne est créée au VIIIe siècle et inclut les comtés de Nantes, de Vannes et de Rennes. Son chef le plus célèbre est le comte Roland. En 831, elle est amputée du comté de Vannes au profit des Bretons. Elle disparait en 851 lorsque ces derniers conquièrent les comtés de Nantes et de Rennes, devenant partie intégrante du royaume de Bretagne établi par le traité d'Angers. Une seconde marche, créée dans l'ouest de la Neustrie, lui succède pendant une période assez brève.
À partir du Xe siècle, les marches de Bretagne désignent les territoires frontaliers du duché de Bretagne. De nombreuses forteresses y sont construites pour protéger le duché des principautés féodales voisines, puis du royaume de France.
Aujourd'hui, l'expression « marches de Bretagne » revêt une dimension touristique et patrimoniale, visant à valoriser ces territoires de l'est et du sud de la Bretagne historique.

## Contexte
À partir de la fin du Bas-Empire, des populations bretonnes arrivant de l'île de Bretagne s'installent à l'ouest de la péninsule armoricaine. Les Francs de Clovis sont présents aux marges orientales de l'Armorique à la fin du Ve siècle. Clovis conquiert le royaume de Syagrius en 486, et Rignomer, un proche de Clovis, contrôle brièvement Le Mans avant d'être assassiné. L'arrivée des Francs dans la région de Nantes et de Rennes n'est pas documentée. Sur la base des récits de Procope de Césarée, il est parfois évoqué l'existence d'un traité, conclu vers l'an 500, entre Clovis d'une part, et les Armoricains et les Bretons d'autre part. Les Armoricains et les Bretons auraient vraisemblablement pu bénéficier d'une certaine autonomie dans la gestion administrative et militaire de leurs cités en échange d'un serment de fidélité au roi franc . 
Durant la première moitié du VIe siècle, les rapports entre Bretons et Francs semblent pacifiques. La présence franque dans le pays rennais et nantais est faible. Si l'archéologie et la toponymie attestent de quelques rares témoignages de la présence franque, il n'existe pas de preuves de la réalité d'une colonisation franque dans ces territoires. Il n'existe pas non plus de preuves de l'établissement rapide d'une administration mérovingienne dans ces comtés. Il faut attendre l'année 610 pour que soit mentionné le premier comte franc de Nantes, Theudoald.
Mais au cours de la deuxième moitié du VIe siècle, les rapports entre Francs et Bretons se détériorent. Les Bretons prennent pied dans le Vannetais, mais échouent d'abord devant la ville de Vannes, qui n'est conquise qu'en 578 par Waroch, fils de Macliau. C'est à cette époque que le Vannetais commence à être appelé Broërec (pays d'Erec/Waroch) par les Bretons. Waroch bat ensuite l'armée de Chilpéric sur les bords de la Vilaine. Il lance des incursions répétées dans les territoires francs de Rennes et Nantes, ce qui provoque l'envoi d'une armée par le roi Gontran en 590. La rivalité entre les deux chefs de cette expédition, Beppolène et Ebrachaire, provoque leur défaite, malgré une reprise de courte durée de Vannes par ce dernier.
En 753, Pépin le Bref reprend le comté de Vannes aux Bretons.

## Dispositif militaire des Francs pour contrôler le territoire de Bretagne

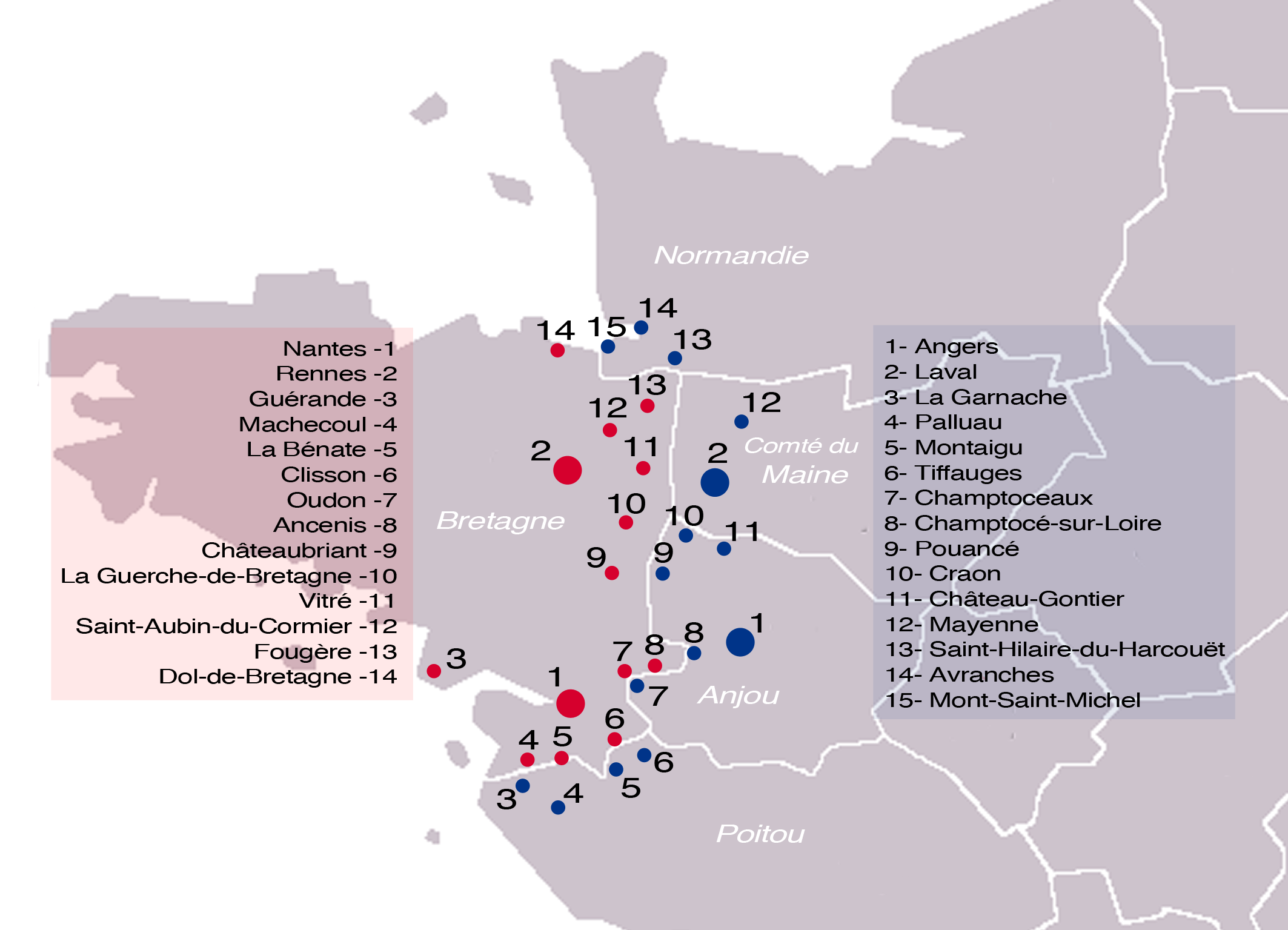
Les forteresses des marches de Bretagne s'étendent sur 250 km du nord au sud.

### Origine de la marche
Dès la seconde moitié du VIe siècle apparaissent des chefs francs contrôlant de vastes territoires bordant le regnum breton. Beppolène constitue ainsi un duché regroupant la cité de Rennes, Nantes et Angers. La chronique de Frédégaire, rédigée vers 660, désigne la zone frontière entre Francs et Bretons comme un limes, c'est-à-dire une frontière fortifiée. À la fin du VIIe siècle, un certain Agatheus détient les comtés et les évêchés de Nantes et de Rennes, préfigurant la marche de Bretagne. Vers 710, le duc Chrodgarius reçoit le contrôle du Maine, le futur Ducatus Cennomanicus carolingien dont la principale fonction sera de contenir les avancées bretonnes et normandes.

### Première marche
L'existence de la première marche de Bretagne est attestée entre 778 et 830. Certains historiens estiment qu'elle aurait pu exister jusqu'en 851. Il s'agit d'une circonscription militaire carolingienne composée de plusieurs comtés réunis sous l'autorité d'un préfet. La marche de Bretagne regroupe le comté de Rennes, le comté de Nantes et le comté de Vannes. Le rôle de la marche de Bretagne est à la fois offensif et défensif. L'ost s'y réunit en préparation des expéditions militaires vers la Bretagne. Ces expéditions ne permettant pas la soumission durable des Bretons, la marche permet de les contenir. Rennes, Vannes et Nantes sont des villes fortes qui servent de positions défensives et de points de ralliement pour les armées franques. Le préfet de la marche de Bretagne est habituellement le comte de Nantes, au moins depuis 818. Il peut s'appuyer sur le soutien militaire des comtes de Rennes et de Vannes. Ces derniers lui sont rattachés et font figure de lieutenants. Ils sont désignés par le terme de socii comites . 
La marche de Bretagne est complémentaire du Ducatus Cennomanicus, qui fait figure de base arrière pour l'envoi d'hommes et de chevaux, ainsi que de zone de repli. De manière plus générale, la marche est dépendante du regnum de Neustrie dont elle assure la protection. Les grandes familles neustriennes comme les Rorgonides interviennent régulièrement dans les affaires de la marche de Bretagne. Les Widonides, originaires d'Austrasie, s'implantent en Neustrie. Ils jouent un rôle majeur dans le fonctionnement de la marche et entrent en compétition avec les Rorgonides . 
Afin de mieux contrôler la marche de Bretagne, sa population et les fonctionnaires locaux, les souverains francs s'appuient sur des vassaux royaux. Ainsi, dans le comté de Vannes, les machtierns Portitoé et Uuruili remplissent la fonction de vassi dominci auprès de Louis le Pieux.

### Les préfets de la marche de Bretagne
Le plus célèbre préfet de la marche de Bretagne (« Britannici limitis praefectus ») est Roland dont la légende a fait le neveu de Charlemagne, mort en 778 à Roncevaux. Roland semble donc le premier préfet de la marche, jusqu'à sa mort en 778. 
Il est possible que le sénéchal Audulf, qui mena une campagne militaire pour soumettre les Bretons en 786, ait été responsable de tout ou partie de la marche de Bretagne avant d'être nommé préfet de Bavière en 799 .
Les Annales royales indiquent qu'en 799, le comte Gui est responsable de la marche de Bretagne. Gui appartient à la famille des Widonides qui s’implante durablement dans la région. Gui est comte de Nantes et préfet de la marche, et son frère Frodald est comte de Vannes. Leurs fils respectifs, Lambert Ier et Gui II, leur succèdent dans les années 810 (resp. av. 818 et av. 814).

### Chronologie

L'expansion du Royaume de Bretagne au IXe siècle

Durant la première période de son existence (778-830), la marche de Bretagne est le point de départ de la politique d'extension franque vers l'ouest. Le diocèse d'Aleth, ceinturé à l'est et au sud par les comtés de Rennes et de Vannes, est visé par des raids francs. L'abbaye de saint Méen et saint Judicaël ainsi que l'église de Saint-Malo sont incendiées. En 919 ou 920, Rorgon, aristocrate franc de Neustrie, est désigné dans une charte comme comte de Porhoët, illustrant de fait l’influence franque dans le diocèse d'Aleth. En 818, une expédition franque pénètre jusqu'à Corophes dans l'ancienne cité des Osismes. Il s'ensuit une révolte menée par le breton Wiomarc'h entre 822 et 825, et qui fut d'une ampleur suffisante pour pousser Louis le Pieux à intervenir en personne, accompagné de ses fils Pépin et Louis.
La période allant de 830 et 841 apparait comme un phase d'équilibre entre les regna breton et neustrien. Les révoltes bretonnes de 830 et de 833-834 incitent l'empereur Louis le Pieux à s'appuyer sur de nouvelles fidélités. En 830, Louis le Pieux initie une expédition vers la Bretagne mais se heurte à la sédition d'une partie de l'aristocratie franque qui demande aux fils de Louis, Lothaire et Pépin, d'écarter leur père du pouvoir. C'est dans ce contexte qu’apparait Lambert de Nantes, préfet de la marche. Ce dernier joue un rôle majeur dans le soulèvement à l'encontre de l'empereur. En 831, Louis est rétabli dans ses fonctions. Lambert, qui a soutenu Lothaire dans la guerre civile, est évincé du comté de Nantes et de la préfecture de la marche de Bretagne. Ricuin lui succède comme comte de Nantes. La même année, Louis nomme le breton Nominoë ducatus ipsius gentis des Bretons et comte de Vannes. Le comté de Vannes connait désormais un sort différent des deux autres comtés de la marche, auxquels il était auparavant lié. Le Vannetais est dorénavant associé au regnum breton dans le cadre du missicatum breton. « Un tel réaménagement entraîne ipso facto la dislocation de l'ancienne marche bretonne », indique Jean-Pierre Brunterc'h, même si, dans un texte de 839, la marcha Britannica est encore citée et associée aux comtés de Rennes et du Mans. 
La dernière phase de la marche de Bretagne se situe entre 840 et 851. En 840, Louis le Pieux meurt. En 841, Charles le Chauve confie le comté de Nantes à Renaud d'Herbauges, lequel tente d'attaquer Nominoë en 843, mais il est vaincu et tué à la bataille de Messac. À la suite de son décès, Nantes est mise à sac par les Vikings, et Lambert II de Nantes, allié de Nominoë, se rend maître de la ville à leur départ. La Bataille de Ballon, nouvelle victoire de Nominoë sur Charles le Chauve marque, en 845, l'indépendance de la Bretagne, concrétisée par un traité en 846. La même année, Charles le Chauve nomme un certain Amaury comte de Nantes et préfet de la marche. En 849, les hostilités reprennent, avec des raids en profondeur en Francie occidentale et la prise de Rennes et de Nantes. En 851, Nominoë meurt en campagne près de Vendôme. Erispoë, son fils, lui succède et écrase l'armée franque à la bataille de Jengland. Au traité d'Angers, Charles le Chauve concède les insignes de la royauté à Erispoë, avec les comtés de Rennes et de Nantes ainsi que le pays de Retz. La marche de Bretagne est alors totalement incorporée au royaume de Bretagne. 

### La seconde marche
En 861, pour créer une nouvelle zone tampon à la suite de la perte totale de la marche de Bretagne, Charles le Chauve crée une nouvelle marche contre les Bretons, comprenant les comtés de Touraine, Anjou et Maine. Robert le Fort en reçoit le commandement et prend le titre de marquis de Neustrie.
Les traités successifs de Louviers (856), Entrammes (863) et Compiègne (868) concèdent successivement aux rois de Bretagne Erispoë puis Salomon le territoire d’Entre deux rivières, le Cotentin et l'Avranchin.

### Stabilisation des frontières
Robert le Fort ayant été tué à la Bataille de Brissarthe (866), une grande partie de la marche ayant été perdue, les invasions normandes se faisant plus pressantes et la Bretagne ayant connu une guerre civile après la mort de Salomon, il semble qu'une marche de Bretagne n'ait plus été ressentie comme nécessaire. Après la victoire d'Alain Barbe-Torte sur les Normands en 937, les limites de la Bretagne ont reculé pour être celles des cinq départements actuels (Côtes-d'Armor, Finistère, Ille-et-Vilaine, Morbihan et Loire-Atlantique). 
En 942, la Bretagne connut toutefois, une nouvelle expansion territoriale vers le sud avec l'intégration des Pays d'Herbauges, de Tiffauges et des Mauges en vertu d'un accord signé entre Alain Barbe-Torte et Guillaume III d'Aquitaine. Cependant, ces territoires furent repris par le Poitou et l'Anjou au siècle suivant.
Quelques siècles plus tard, les marches Bretagne-Poitou furent un regroupement de paroisses bénéficiant d'un statut à part.

## Les marches du duché de Bretagne au Moyen Âge
Durant le Moyen Âge, dans le cadre du duché de Bretagne, principauté féodale autonome jusqu'au XVe siècle, on[Qui ?] parle des marches de Bretagne à propos des territoires frontaliers du duché, jalonnés de forteresses destinées à le protéger, d'abord face aux principautés féodales voisines (Poitou, Anjou, Maine et Normandie), puis face aux rois de France, devenus dès le XIIIe siècle maitres de ces territoires : du nord au sud, les châteaux de Fougères, Vitré, Châteaubriant, Ancenis et Clisson[réf. nécessaire].
L'évolution des marches pose le problème de l'établissement des frontières avec les régions limitrophes et leur évolution dans le temps.[pas clair]

### Fortification du duché de Bretagne au début de l'époque féodale
Le territoire de l'ancienne marche carolingienne (marche frontalière du royaume des Francs) devient une zone frontalière du duché de Bretagne à partir du Xe siècle, au moment où le système féodal se met définitivement en place. 
On peut citer l'exemple de Châteaubriant, où la fondation du château par Brient au XIe siècle a lieu a une époque de fixation de la féodalité, de part et d'autre de la frontière bretonne. À la même époque apparaissent en Bretagne les seigneuries de Vitré, Fougères, en Anjou celle de Pouancé et Craon, toutes aux mains de familles tenant leur pouvoir d'une charge carolingienne.

### Le cas particulier des «marches séparantes»

Les marches séparantes de Bretagne et de Poitou au XVe siècle.

Au sud de la Loire, dans le Pays de Retz, un certain nombre de paroisses frontalières sont caractérisées sur le plan fiscal et administratif par le statut particulier des marches séparantes de Bretagne avec le Poitou et l'Anjou.  
C'est entre le XIVe et le XVe siècle que la notion de frontière peut être employée pour qualifier ce qu'il reste de la Marche de Bretagne. C'est surtout par le biais des influences interrégionales, des échanges économiques que les Marches constituent un ensemble étudié en tant que tel.[pas clair]
La zone constituait alors un territoire peu peuplé fait de landes et de forêts.[pas clair]

## Les marches de Bretagne aujourd'hui

### Patrimoine
D'un point de vue patrimonial, il reste de nombreux vestiges qui témoignent du rôle de frontière de cette région. Les châteaux médiévaux et les forteresses en sont les meilleurs exemples tels que le château de Fougères. La présence de greniers à sel dans plusieurs communes angevines (Craon, Pouancé, Candé, Ingrandes) rappelle les différences de traitements fiscaux qui perdurèrent jusqu'à la Révolution.

### Valorisations et médiation culturelle
Le Conseil général de la Loire-Atlantique et la région Bretagne ont mis en place une exposition sur le thème des marches de Bretagne. Le but est de valoriser l'histoire commune de la Loire-Atlantique avec la Bretagne. Ce thème a été inauguré à Châteaubriant, où le château a hébergé l'exposition jusqu'à fin 2010.
À l'initiative de la ville de Vitré, une vingtaine de sites patrimoniaux se sont rencontrés en 2009 afin de réfléchir sur l'éventuelle inscription des marches de Bretagne au patrimoine mondial de l'UNESCO. Le 18 avril 2011 est née l'association « Les Marches - Terres de rencontres », composée des différents responsables des sites, et chargée de porter la candidature. C'est dans ce cadre qu'est mis en place un projet de réseau touristique des marches de Bretagne, incluant de nombreux sites valorisés par des panneaux signalétiques,.

#### Ouvrages de synthèse
- Émile Chénon, « Les marches séparantes d'Anjou, Bretagne, et Poitou », Nouvelle revue historique de droit français et étranger,‎ 1892, p. 18-62 ; 165-211 (lire en ligne).
- Léon Levillain, « La Marche de Bretagne, ses marquis et ses comtes », Annales de Bretagne, vol. 58, nos 58-1,‎ 1951, p. 89-117 (lire en ligne).
- René Cintré, « Un exemple de contestation péagère au XVe siècle. Le péage de Champtocé-sur-Loire, d'après le procès de 1412-1414 », Annales de Bretagne et des pays de l'Ouest, vol. 92, nos 92-1,‎ 1985, p. 13-25 (lire en ligne).
- René Cintré, « Activités économiques dans les marches de Bretagne aux XIVe et XVe siècles », Annales de Bretagne et des pays de l'Ouest, vol. 101, nos 101-4,‎ 1994, p. 7-36 (lire en ligne).
- René Cintré, Les Marches de Bretagne au Moyen Âge : économie, guerre et société en pays de frontière, XIVe – XVe siècles, Pornichet, Éditions Jean-Marie Pierre, 1992, 238 p. (ISBN 2-903999-11-2)
- René Cintré, Chroniques des jours ordinaires dans les marches de France et de Bretagne à l'automne du Moyen Âge, Fougères, René Cintré, 2006, 190 p. (ISBN 2-9528373-0-9)
- René Cintré, Hervé Ronné (photographies), Les Marches de Bretagne, une frontière du Moyen Âge à découvrir, Rennes, Éditions Ouest-France, coll. « Nature des lieux », 2011 (ISBN 978-2-7373-5149-5).
- Jean-Claude Meuret, Peuplement, pouvoir et paysage sur la marche Anjou-Bretagne : des origines au Moyen Âge, Laval, Société d'archéologie et d'histoire de la Mayenne, coll. « La Mayenne, archéologie, histoire », 1993, 656 p. (BNF 35696838)
- Stéphanie Vincent (Prix littéraire Les Lauriers verts 2009, catégorie « Recherche »), L'Énigme de l'enluminure, Derval ou Châteaugiron, Saint-Cyr-sur-Loire, Éditions Alan Sutton, 2009, 127 p. (ISBN 978-2-8138-0014-5)
- Frédéric Dean et Virginie Bodin (d'après l’exposition du même nom, tenue en 2009), Les Marches de Bretagne : les frontières de l'histoire, Nantes, Conseil général de Loire-Atlantique, 2012, 59 p. (ISBN 978-2-907908-42-9)
- Michel Catala (dir.), Dominique Le Page et Jean-Claude Meuret, Frontières oubliées, frontières retrouvées. Marches et limites anciennes en France et en Europe, Nantes/Rennes, Centre de recherches en histoire internationale et atlantique/Presses universitaires de Rennes (PUR), coll. « Enquêtes et documents », 2011 (ISBN 978-2-7535-1739-4, présentation en ligne).

#### Études sur l'histoire de la Bretagne
- André Chédeville et Hubert Guillotel, La Bretagne des saints et des rois : Ve – Xe siècle, Rennes, éditions Ouest-France, coll. « université », 1984, 423 p. (ISBN 2-85882-613-7)
- Léon Fleuriot, Les Origines de la Bretagne : l'émigration, Paris, Payot, 1980, 353 p. (ISBN 2-228-12710-8)
- Henri Poisson et Jean-Pierre Le Mat, Histoire de Bretagne, Coop Breizh, 2000, 654 p. (ISBN 978-2-84346-091-3)
- Joël Cornette, Histoire de la Bretagne et des Bretons : Des âges obscurs au règne de Louis XIV, t. 1, Éd. Seuil, 2005., 2005, 712 p. (ISBN 978-2-02-054890-8)

#### Autres marches
- Marches d'Anjou et de Bretagne
- Marche de Neustrie
- Marche d'Espagne
- Marche du Nord
- Marche de Brandebourg
- Marca Geronis